# Cenușă vulcanică

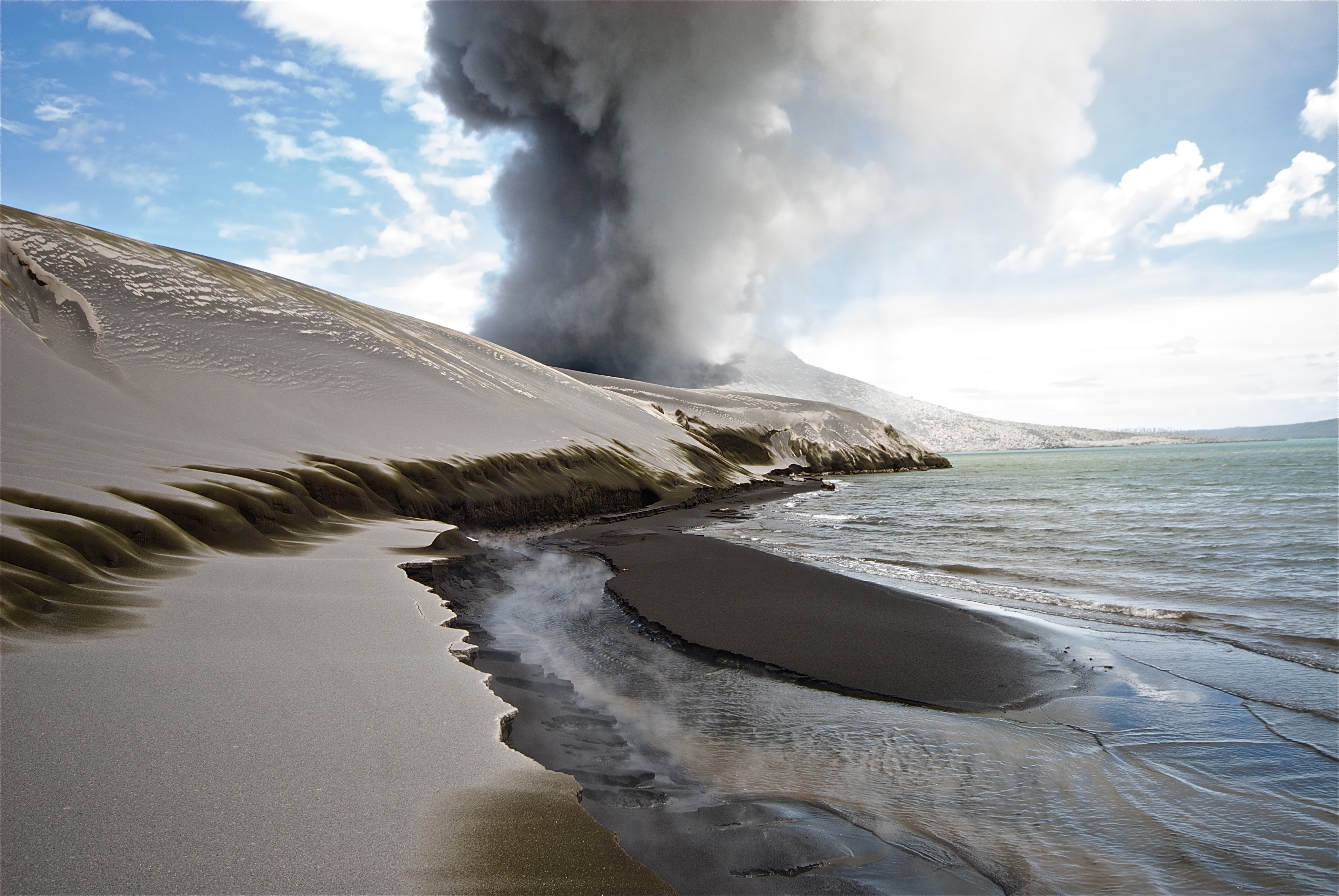
Cenușă vulcanică

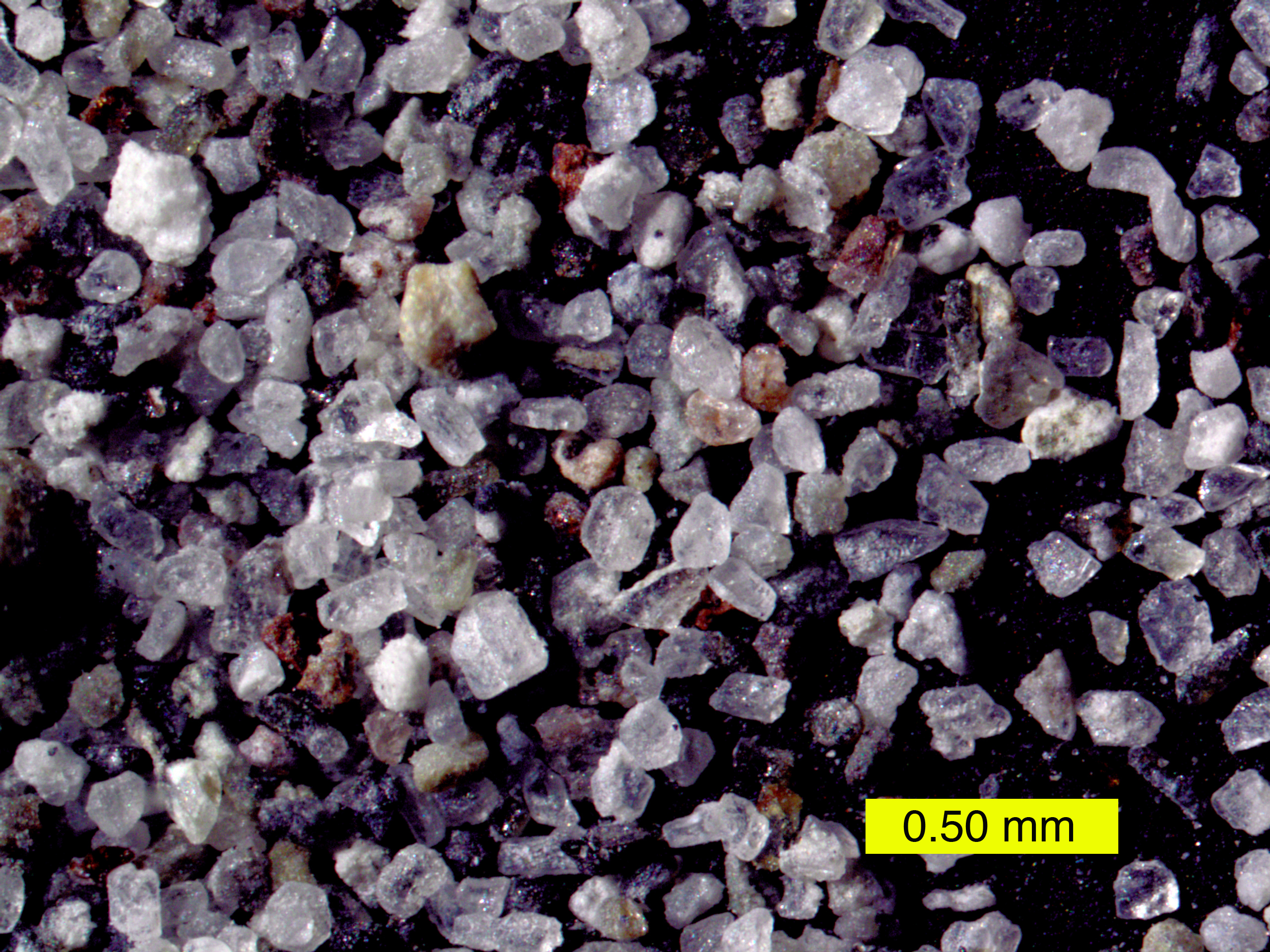

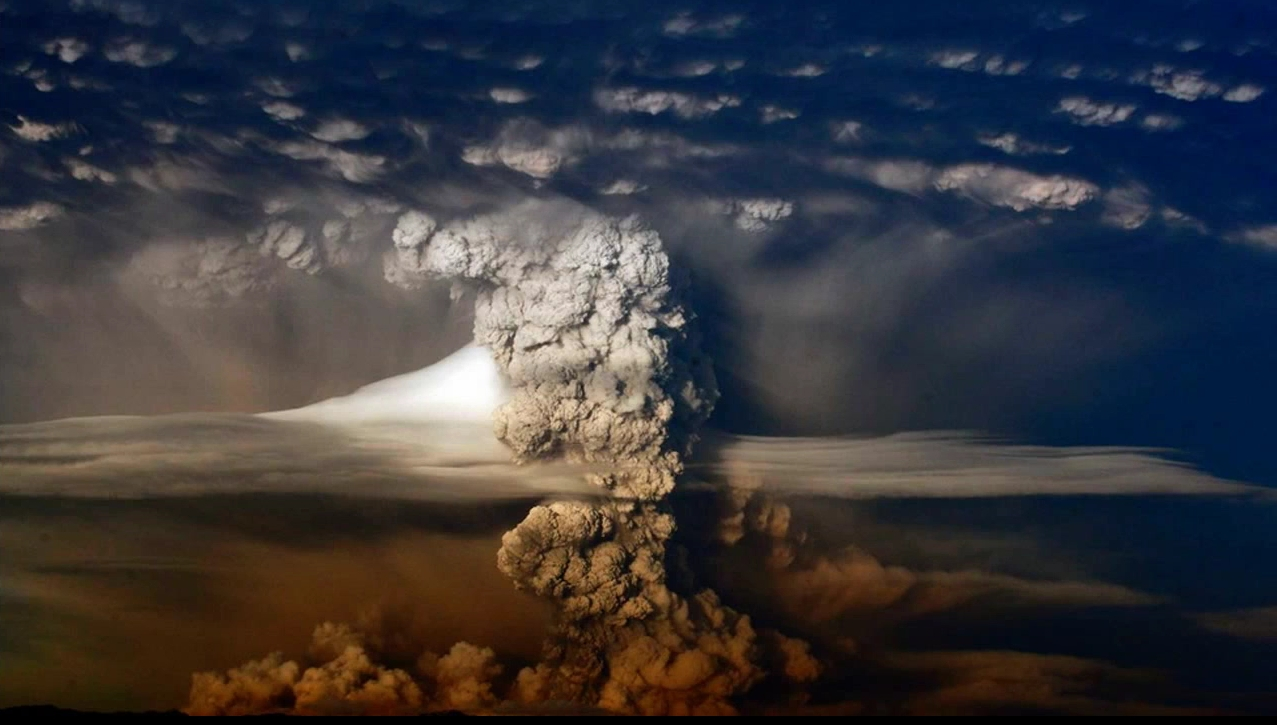
Cenușă vulcanică

Cenușa vulcanică este denumirea dată de vulcanologi piroclastelor cu dimensiuni foarte mici (2 mm - 1/16 mm) și particulelor de cenușă sau praf (<1/16 mm).

## Caracteristici
Cenușa vulcanică este de fapt un termen care este definit de mărimea particulelor și în nici un caz de compoziția chimică a particulelor. Ele pot fi fragmente foarte fine de lavă sticloasă, particule  de roci vulcanice cu o structură amorfă sau cristalină. În general cenușa conține fragmente piroclastice în procent de peste 75 %, fiind denumită și tuf vulcanic, cenușa care are sub 75 % particule piroclastice este numită tufit.

## Influența asupra mediului înconjurător
În cazul unei erupții vulcanice însoțite de cantități mare de cenușă vulcanică, ca de exemplu vulcanul Krakatau, care se află în Indonezia, între insula Java și Sumatra. Erupția a avut loc în august 1883, vulcanul a aruncat în atmosferă până la 80 km înălțime o cantitate de 18 km3 cenușă, cenușă care a făcut timp de trei ani înconjurul Pământului. În unele regiuni s-a semnalat: *scade intensitatea luminii soarelui, lumina zilei devine crepusculară
- se schimbă coloritul cerului
- au loc furtuni cu descărcări electrice și nori de cenușă

Chiar clima Terrei poate fi influențată de cenușă, ca de exemplu în anul 1815, aerosolii produși de explozia vulcanului Tambora din Indonezia. Cenușa vulcanică din atmosferă a dus la răcirea climei, anul 1816 fiind numit anul fără vară.
Cenușa poate periclita și circulația aeriană
Avioanele prin deplasarea rapidă printr-un nor de cenușă, particulele produc o abraziune a stratului de lac de pe avion, parbrizul bordului devine translucid. Însă cel mai mare pericol îl prezintă particulele de cenușă pentru stricăciunile cauzate motorului avionului, unde cenușa din cauza temperaturii ridicate poate cimenta motorul. Accidente de acest fel au fost notate: 
- în anul 1982, un Boeing 747-200, aparținând companiei British-Airways, a fost nevoit să execute o aterizare forțată în Jakarta.
- în anul 1989, un avion al liniei aeriene KLM-Flug 867, este nevoit să aterizeze forțat în Alaska.

Asociația "International Civil Aviation Organization" a înființat 9 centre "Volcanic Ash Advisory Center" care au rolul de a controla spațiul aerian și în cazul unei erupții vulcanice de a avertiza circulația aeriană.
- în aprilie 2010 erupția vulcanului Eyjafjallajökull din Islanda, a paralizat o parte din circulația aeriană din Europa.

Acțiunea cenușii vulcanice asupra solului
Asupra solului prin conținutul bogat în substanțe minerale, cenușa are un rol de îmbunătățire a solului.

## Literatură
- Roger Walter Le Maitre: Igneous rocks: IUGS classification and glossary; recommendations of the International Union of Geological Sciences, Subcommission on the Systematics of Igneous Rocks. 2. Aufl., 236 S., New York, Cambridge University Press 2002, ISBN 0-521-66215-X
- Hans Pichler: Italienische Vulkangebiete III, Lipari, Vulcano, Stromboli, Tyrrhenisches Meer. In: Sammlung geologischer Führer (Bd. 69) Gebr. Bornträger, Stuttgart 1981. ISBN 3-443-15028-4